# Liotryphon crassicephalus
Liotryphon crassicephalus är en stekelart som först beskrevs av Constantineanu och Pisica 1970.  Liotryphon crassicephalus ingår i släktet Liotryphon och familjen brokparasitsteklar. Inga underarter finns listade i Catalogue of Life.